# Hilal Öztürk
Hilal Öztürk (21 de febrero de 2002) es una deportista turca que compite en judo. Ganó una medalla de bronce en el Campeonato Mundial de Judo de 2024, en la categoría de +78 kg.

## Palmarés internacional
| Campeonato Mundial | Campeonato Mundial | Campeonato Mundial | Campeonato Mundial |
| Año                | Lugar              | Medalla            | Categoría          |
| ------------------ | ------------------ | ------------------ | ------------------ |
| 2024               | Abu Dabi (EAU)     | Medalla de bronce  | +78 kg             |